# الحسن بن المبارك
الحسن بن المبارك بن محمد بن عبد الله بن محمد أبو الحسين الشاعر، ويعرف بابن الخل. وكان شاعرا ظريفا، ولد ونشأ في بغداد، ولقد مدح وهجا وتنوع في قول الشعر، وحدث بشيء يسير من الحديث عند أهل السنة والجماعة، قال ابن النجار: روى شعره أبو بكر بن كامل الخفاف، وأبو القاسم علي بن الحسن بن هبة الله الدمشقي.

## وفاته
توفي في بغداد عام 552 هـ/1157م، ودفن في المقبرة الوردية.